# Joakim Sandell
Joakim Reinhold Sandell, född 4 april 1975 i Växjö, är en svensk politiker (socialdemokrat). Han är ordinarie riksdagsledamot sedan 2018, invald för Malmö kommuns valkrets. Sandell var regionråd i Region Skåne 2014–2018.
I riksdagen var Sandell ledamot i justitieutskottet 2018–2021. Han är suppleant i EU-nämnden, riksdagens valberedning och OSSE-delegationen. Han har varit suppleant i bland annat näringsutskottet.